# Condado de Armagh
Predefinição:Maism fontes

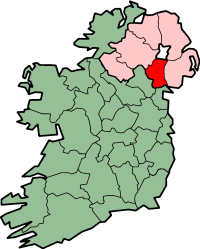
O Condado de Armagh, mostrado em relação à Irlanda do Norte e à República da Irlanda.

O condado de Armagh (Contae Ard Mhacha em irlandês) é um condado irlandês localizado no Ulster.' É o menor dos seis condados que formam a Irlanda do Norte. O condado de Armagh é conhecido como Orchard County ("condado-pomar") por causa da grande fertilidade da terra para o crescimento das macieiras. Sua principal cidade é Armagh, no centro do condado, embora Lurgan e Portadown, ao norte do condado, tenham individualmente populações maiores.
O condado faz divisa com Lough Neagh ao norte, Condado de Down à leste, Condado de Tyrone a nordeste, e condados de Louth e Monaghan, ambos na República da Irlanda, ao sul e a sudoeste, respectivamente.